# Moses (namn)
Mansnamnet Moses är ett bibliskt namn med egyptiskt ursprung. Namnet betyder son eller barn. 
Enligt bibeln, 2 Mos 2:10, betyder namnet "den som dragits upp ur vattnet". 
Namnet har använts som förnamn i Sverige sedan 1500-talet, främst i judiska släkter. Möjligtvis fanns namnet i Sverige redan på 1400-talet, enligt Johan Bures släktkrönika.
Moses är ett relativt ovanligt namn i Sverige, men tendensen är uppåtgående.
31 december 2005 fanns det totalt 284 personer i Sverige med namnet, varav 168  med det som tilltalsnamn.
År 2003 fick 14 pojkar namnet, varav 10 fick det som tilltalsnamn.
Namnsdag i Sverige: 20 december, (före 1992: 4 september). I den finlandssvenska namnsdagslängden hade Moses namnsdag 4 september 1929–1949.

## Personer med namnet Moses
Vanligast syftar namnet på den bibliske Mose.

### Moses som förnamn
- Moses den svarte (ca 330-405), egyptiskt helgon
- Moses Abramovitz (1912-2000) amerikansk nationalekonom
- Moses Alexander (1853-1932) tysk-judisk amerikansk guvernör
- Moses Amyraut (1596-1664) fransk reformert teolog
- Moses Blah (1947-2013) president i Liberia
- Moses L. Broocks (1864-1908) amerikansk kongressman
- John Moses Browning (1855-1926) amerikansk vapenkonstruktör
- Moses E. Clapp (1851-1929) amerikansk senator
- Moses Bledso Corwin (1790-1872) amerikansk politiker
- Moses David (1919-1994) grundare av den amerikanska religiösa sekten Guds barn
- Anthony Moses Davis (född 1973) jamaicansk reggaemusiker, mer känd som Beanie Man
- Moses I. Finley (1912-1986) amerikansk-engelsk historiker
- Moses Gill (1734-1800) amerikansk viceguvernör
- Moses Hansen (född 1941) dansk predikant
- Moses Hess (1812-1875) tysk-judisk filosof
- Moses Kipsiro (född 1986) ugandisk medeldistanslöpare
- Moses Kiptanui (född 1970) kenyansk löpare och hinderlöpare
- Moses Ephraim Kuh (1731-1790) tysk skald
- Moses Kyeswa (född 1958) ugandisk-svensk kortdistanslöpare
- Moses Mabhida (1933-1986) sydafrikansk politiker
- Moses Maimonides (1130-talet till 1204), judisk rabbin och läkare
- Moses Ndiema Masai (född 1986) kenyansk medel- och långdistanslöpare
- Moses Mendelssohn (1729-1786) tysk-judisk filosof
- Moses Montefiore (1784-1885) judisk-brittisk filantrop
- Moses Mosop (född 1985) kenyansk långdistanslöpare
- Moses Norris (1799-1855) amerikansk kongressman
- Moses Nsubuga (född 1973) svensk fotbollsspelare
- Moses Ogbu (född 1992) nigeriansk fotbollsspelare som spelar i Sverige
- Moses Pergament (1893-1977) judisk-finländsk-svensk kompositör
- Moses Pitakaka (1945-2011) generalguvernör på Salomonöarna
- Moses Reed (född 1988) svensk fotbollsspelare
- Moses Robinson (1741-1813) amerikansk jurist, statschef i Republiken Vermont
- Moses Tanui (född 1965) kenyansk långdistanslöpare
- Moses Ugbusien (född 1964) nigeriansk kortdistanslöpare
- Moses Wisner (1815-1863) amerikansk politiker

### Moses som efternamn
- Alexander Susskind ben Moses av Grodno (1700-talet) judisk-litauisk kabbalist
- Edwin Moses (född 1955) amerikansk häcklöpare
- Franklin Moses (1838-1906) amerikansk guvernör
- George H. Moses (1869-1944) amerikansk journalist och senator
- Grandma Moses (1860-1961) amerikansk konstnär
- John Moses (1885-1945) norsk-amerikansk guvernör och senator
- Mark Moses (född 1958) amerikansk skådespelare
- Pablo Moses (född ca 1948) jamaicansk reggaeartist och skådespelare
- Victor Moses (född 1990) nigeriansk fotbollsspelare
- William R. Moses (född 1959) amerikansk skådespelare